# Lago Alaotra
O lago Alaotra é o maior lago da ilha de Madagáscar. Fica na região Alaotra Mangoro, na (antiga) província de Toamasina, no planalto do centro-norte da ilha e a noroeste de Tamatave. A sua bacia é composta por lagos de águas pouco profundas rodeados por densa vegetação. Forma o centro da mais importante região de cultivo de arroz de Madagáscar. É um habitat rico em fauna selvagem, com algumas espécies raras e em perigo, e um importante local de pesca. Foi declarado sítio Ramsar como pântano de importância internacional com base na convenção de Ramsar em 2 de fevereiro de 2003.
As colinas que rodeiam o lago eram antigamente repletas de bosques, mas foram sendo desbastadas para agricultura. Uma grave erosão nestas ladeiras vulneráveis causou considerável sedimentação odo lago, que desaparece com rapidez. Só tem 60 centímetros de profundidade na estação seca.